# Amornrat Thanuthong
Amornrat Thanuthong (ur. 16 grudnia 1991) – tajska zapaśniczka walcząca w stylu wolnym.
Brązowa medalistka igrzysk Azji Południowo-Wschodniej w 2009. Zajęła piąte miejsce na mistrzostwach Azji w 2011 roku.